# Netznadel

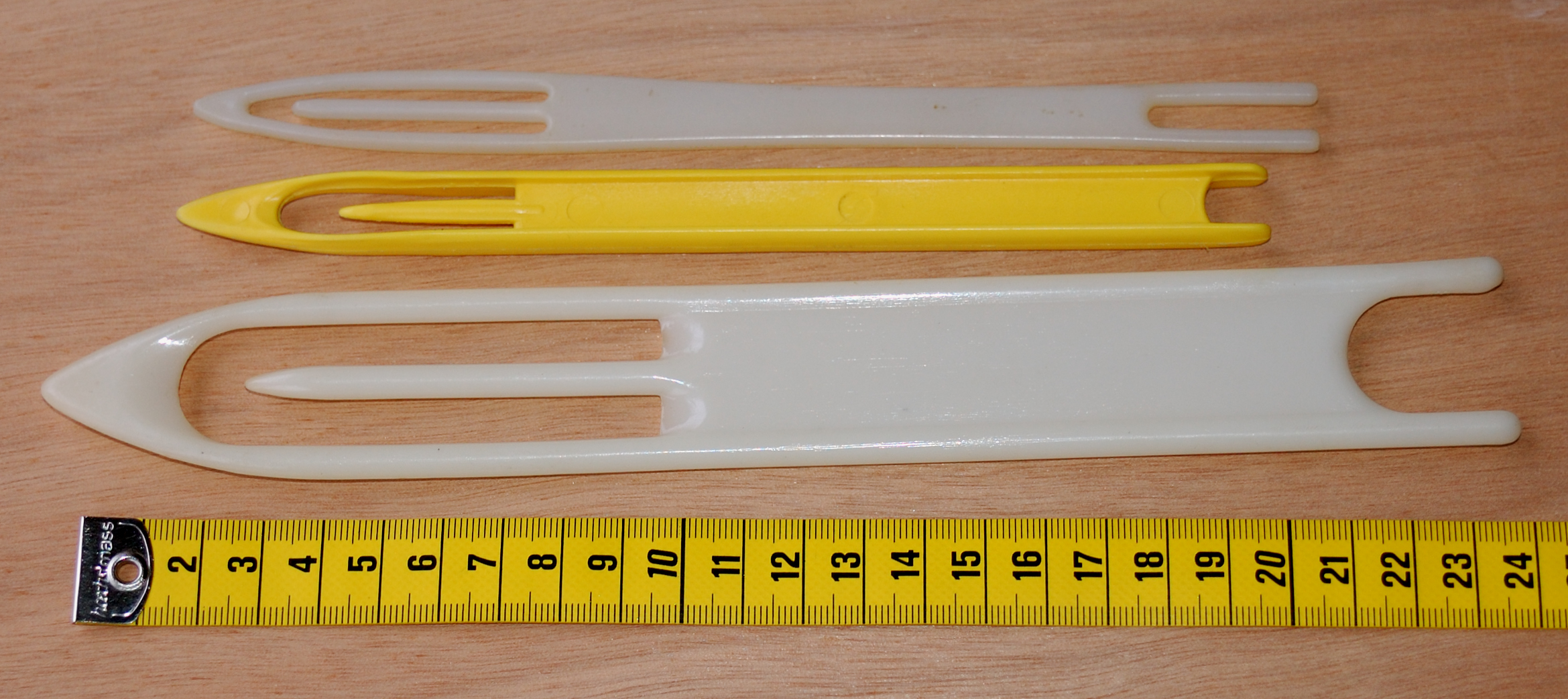
Verschiedene Netznadeln aus Kunststoff.

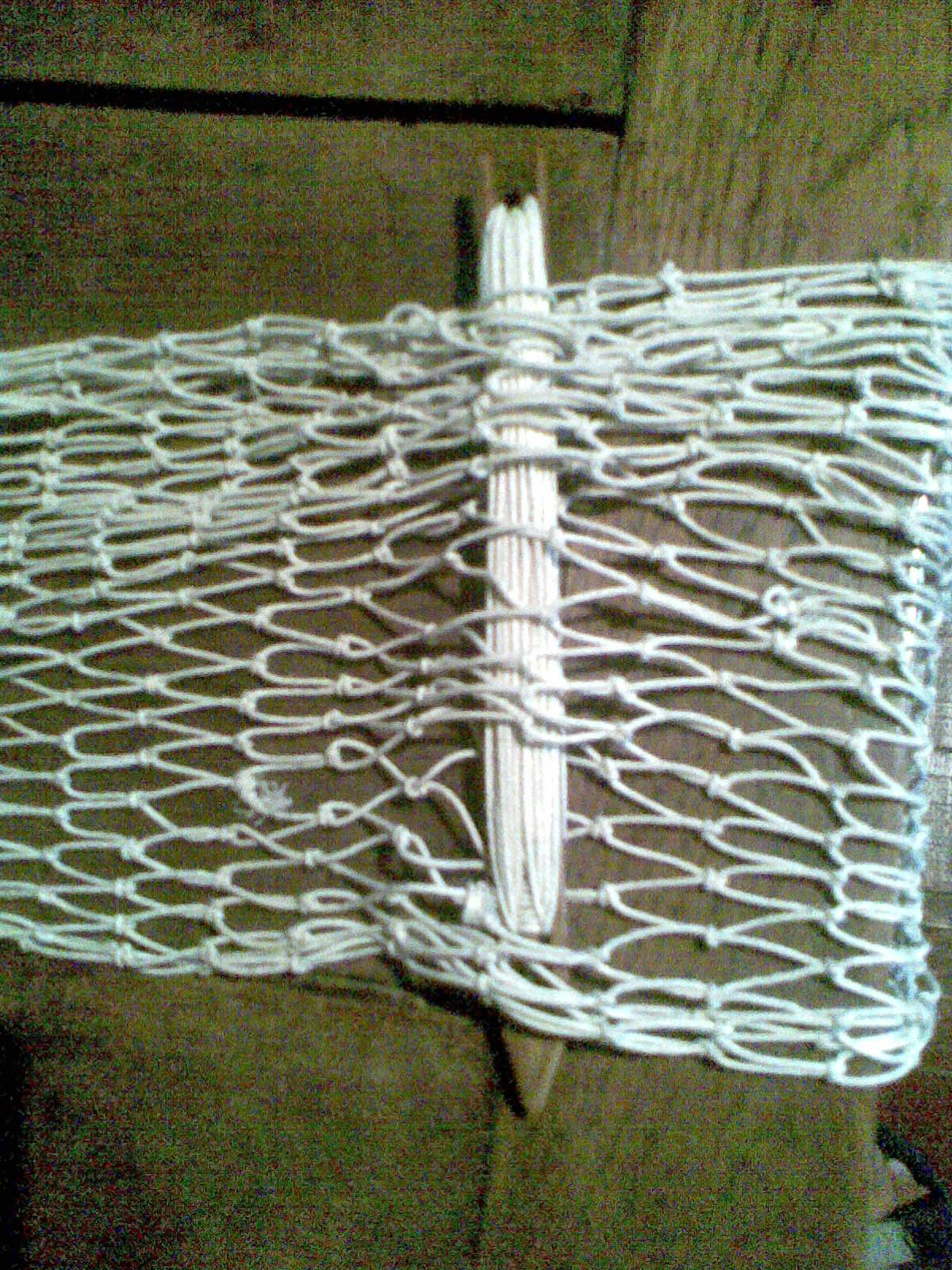
Netznadel und Netz in einer Fischerhütte des 19. Jahrhunderts in Jastarnia (Polen).

Die Netznadel ist ein Werkzeug zur Herstellung von Netzen von Hand (z. B. von Fischernetzen und Hängematten) und zur Reparatur beschädigter Netze. Sie nimmt das Netzgarn auf und ähnelt in der Form einem Weberschiffchen.
Netznadeln werden in unterschiedlichen Größen aus Holz, Metall, Knochen oder Kunststoff gefertigt. Sie stellen ein flaches Teil dar, welches an einem Ende zugespitzt, am anderen Ende eingekerbt und in der Mitte mit einem Durchbruch mit einem Dorn versehen ist. So kann das Garn innerhalb der Nadel aufgewickelt – eigentlich: aufgehaspelt – werden.
Neben der Netznadel wird zum Netzen noch ein runder oder flacher Stab benötigt, um den die einzelnen Maschen geknüpft werden. Dadurch werden alle Maschen gleich groß.
Das Netzen von Hand hat sich bis heute für die Anfertigung von ungewöhnlich geformten und kleinen Netzen gehalten, wie z. B. für die Kugelaufnahme an Billardtischen oder die Netze an Flugzeugsitzen. Auch in der Handarbeit werden Netze noch händisch hergestellt. Für die sogenannte Filetarbeit wird mit wesentlich feineren Netznadeln ein Netz aus feinem Garn geknüpft, das danach bestickt wird.
Beim Knüpfen wird heute überwiegend der Schotstek als Knoten verwendet. In römischer Zeit war stattdessen der Kreuzknoten in Gebrauch und ist es noch im Fernen Osten.
Netznadeln werden darüber hinaus auch in der Handweberei für bestimmte Techniken wie das Brettchenweben, Bandweberei, Broschieren und Soumakschlingen verwendet.